# Jan Rutgersius

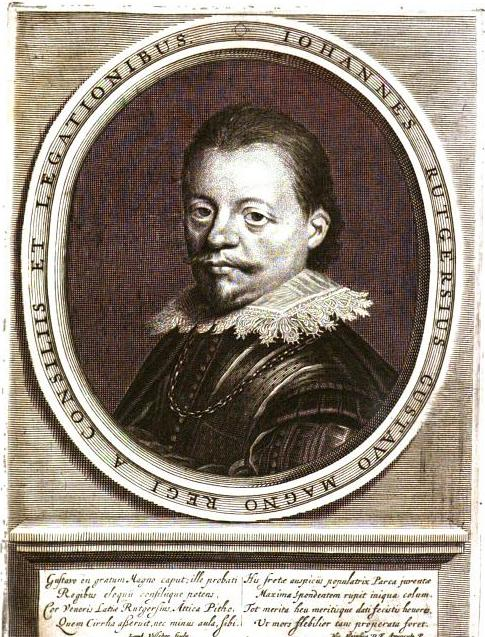
Jan Rutgersius

Jan Rutgersius, född 28 augusti 1589, död 26 oktober 1625 i Haag, var en holländsk filolog och diplomat.
Rutgersius studerade under Vossius, Scaliger och Heinsius, öppnade advokatpraktik i Haag 1613 samt inträdde 1614 i Gustav II Adolfs tjänst; 1615 erhöll han titel av hovråd och 1619 adelskap. Rutgersius åtnjöt kungens och Oxenstiernas förtroende.
Han användes i flera viktiga diplomatiska uppdrag, såsom beskickningar till Böhmen 1620, då hans papper föll i den segrande kejsarens händer, och till Polen. Belysande för Gustav Adolfs politik är, att denne skickade Rutgersius till Nord-Tyskland och Nederländerna 1621 med uppdrag att motverka varje närmare förbindelse mellan de sistnämnda och Danmark.
Dessutom skulle han försöka vinna de nordtyska ständerna, särskilt hansestäderna, för Sverige. Rutgersius kunde dock ej förebygga, att det generalstaternas närmande till Danmark, som blivit en följd av Oldenbarnevelts fall och Kristian IV:s ökade aktivitet i Nord-Tyskland, i motsvarande grad åtföljdes av kallsinnighet mot Sverige. 
Lika litet lyckades han, sedan han 1623 utnämnts till ständig resident i Haag, vinna de nederländske statsmännens intresse för Gustaf Adolfs yrkanden på ett understöd i Sveriges polska krig, som skulle höja detta över dess lokala karaktär och förvandla det till en diversion av europeisk betydelse mot katolicismens nu mot Tyskland och Nederländerna vända makt. 
Avskräckt av den ringa framgång, som Gustaf Horn rönt, då han å sin kungs vägnar framförde dylika förslag, synes Rutgersius ej ens närmare ha inlåtit sig på planen. I den genom Bellin 1624-25 bedrivna svensk-brandenburgska planen på ett svenskt ingripande direkt i Tyskland torde han aldrig ha hunnit bli fullt invigd. 
Rutgersius har förvärvat ett namn ej blott som diplomat, utan även som filolog. Han utgav Horatius (1613) och skrev bland annat Variarum lectionum libri sex (1616) samt latinska Poemata (utgivna 1653 av hans systerson Nikolaes Heinsius den äldre) och en självbiografi, Vita J. Rutgersii ab ipso conscripta (tryckt 1646).